# Cao Pi
Cao Pi (Qiao [曹丕]), 187 — 226), formalmente Imperador Wen de (Cao) Wei ([Cao] Wei Wendi 曹魏文帝), nome de cortesia Zihuan (子桓),  foi um poeta e o primeiro imperador de Cao Wei. Nasceu em Qiao, na actual prefeitura de Bozhou, na província de Anhui), China, o mesmo lugar onde seu pai nasceu. Era o segundo filho de Cao Cao (o primeiro era Cao Ang que sacrificou a própria vida dando o próprio cavalo para o pai fugir de uma perseguição) Na verdade o verdadeiro fundador do Império Cao Wei foi Cao Pi (Cao Cao morreu antes de assumir o trono). Quase todos os ataques de Cao Pi contra os outros reinos rivais foram em vão, ele se concentrava mais em afazeres internos do que nas guerras.
Cao Pi, como seu pai era poeta e escritor e, de todos os filhos de Cao Cao, ele era o mais "astuto", pois ao invés de estudar ou treinar para as guerras ele ficava na corte para ganhar suporte, quando assumiu Cao Pi se concentrou muito mais em afazeres internos do que em guerras e o reino prosperou muito sob seu dominio.
O jovem líder também era extremamente cruel e frio. Ele abandonou o irmão e matou seus dois melhores amigos, seu irmão mais novo se suicidou pois o temia profundamente, alem disso ele envergonhou Yu Jin (um dos seus melhores generais) e o mesmo acabou morrendo dias depois. Ele morreu doente aos 39 anos.
Durante a batalha contra Yuan Shao, ele encontra a bela Zhen Ji e juntos obtêm a permissão de Cao Cao para se casarem.
Após a morte de seu pai, Cao Pi força o imperador da China Xian a abdicar, assumindo ele o trono. Foi o primeiro Chinês da Dinastia conhecida por Três Reinos, Reino de Wei. Reinou entre 220 e 226. Foi seguido no trono pelo imperador Mingdi.